# Phillips 66
Phillips 66 Company er et et amerikansk multinationalt olieselskab. De producerer, markedsfører og transporterer olie og benzin. I USA driver de tankstationerne Conoco, Phillips 66 og 76. I Europa driver de JET-tankstationer.
Phillips 66 ejer 13 olieraffinaderier og 10.000 tankstationer. Det blev et uafhængigt selskab ved et virksomheds-spin-off i 2012. Tidligere var det et datterselskab til ConocoPhillips.